# アクレ共和国

アクレ独立国
Estado Independente do Acre

アクレ共和国（República do Acre）、正式名称アクレ独立国（Estado Independente do Acre）は、19世紀末から20世紀初めにボリビアから3度独立をして、最終的にブラジルに併合された国家である。

## 歴史
1867年のアヤクーチョ条約でボリビア領に帰しその一部となったが、1899年から始まったボリビアとの分離戦争（アクレ紛争）によりアクレ共和国を称する国家が2度も独立を宣言した。1903年、アマゾナス州から送られたブラジル軍人が3度目の独立宣言を行いブラジル兵を領内に駐屯させるよう要請した。領内がブラジル人でいっぱいになった後、ブラジル政府は同年ボリビアと再度交渉を行い、ペトロポリス条約でアクレを購入し、アクレ共和国は消滅した。

## 歴代大統領
| 代 | 氏名                                   | 在職期間      |
| -- | -------------------------------------- | ------------- |
| 1  | ルイス·ガルベス·ロドリゲス·デ·アリアス | 1899年-1900年 |
| 2  | ホセ·プラシド·デ·カストロ              | 1903年        |